# Monte Edith Cavell
Il monte Edith Cavell è una montagna appartenente alle Montagne Rocciose Canadesi, localizzata nel Jasper National Park nella provincia canadese dell'Alberta tra le valli del fiume Athabasca e del fiume Astoria.
Ha un'altezza di 3.363 metri sul livello del mare.
Prende il nome da Edith Cavell, un'infermiera britannica giustiziata dai tedeschi durante la prima guerra mondiale.